# Ab urbe condita

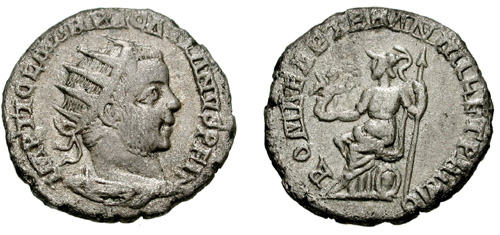
Imagem de uma das primeiras moedas cunhadas em Roma.

Ab urbe condita (normalmente abreviado AUC ou a.u.c.) é uma expressão latina que significa "desde a fundação da cidade". Refere-se principalmente na numeração dos anos desde a fundação de Roma, tradicionalmente fundada no ano 753 a.C.

## Anos importantes
- 1 AUC (ad urbe condita) = 753 a.C. (suposta fundação de Roma)
- 245 AUC = 509 a.C. (Queda de Tarquínio, o Soberbo)
- 727 AUC = 27 a.C. (Otaviano proclamado Augusto)
- 750 AUC = 4 a.C. (morte de Herodes)
- 754 AUC = 1 Anno Domini (presumido nascimento de Jesus)
- 1000 AUC = 247 AD (foi celebrado como mil anos de Roma)
- 1229 AUC = 476 AD (Queda de Roma)
- 1500 AUC = 747 AD
- 2000 AUC = 1247 AD
- 2206 AUC = 1453 AD (Queda de Constantinopla)
- 2245 AUC = 1492 AD
- 2529 AUC = 1789 AD (Revolução francesa)
- 2753 AUC = 2000 AD
- 2754 AUC = 2001 AD (início do Terceiro milênio d.C.)
- 2778 AUC = 2025 AD